# Сергеев, Валентин Михайлович
Валентин Михайлович Сергеев (27 июля 1931, Москва — 20 октября 2012, Москва) — государственный деятель.

## Биография
- Закончил философский факультет МГУ им. Ломоносова. Работал в «Строительной газете», газете «Водный транспорт», в редакции журналов «Октябрь» и «Журналист». Был генеральным директором журналистского фонда СССР[2].
- 1990—1991 — руководитель отдела информации Совета Министров РСФСР[2].
- C 30 июля по 19 октября 1991 — Полномочный представитель Председателя Совета Министров РСФСР — Министр РСФСР[3][4], курировал связи с общественностью.
- С 9 августа по 19 октября 1991 г. — начальник отдела информации Президента РСФСР[5][4].
- С 28 августа по 25 декабря 1991 г. — член Комитета по оперативному управлению народным хозяйством СССР (де-факто Правительства СССР)[6].
- С 18 ноября 1991 г. — полномочный представитель Председателя Межгосударственного экономического комитета Экономического сообщества на правах Министра[7]. Руководитель информационной службы МЭК.
- 1991—1993 — советник Руководителя Администрации Президента РФ.
- С 14 мая 1993 — руководитель пресс-службы Совета Министров Российской Федерации[8].
- С 1995 — внештатный советник Председателя Правительства Российской Федерации В. С. Черномырдина.

Умер 20 октября 2012 года. Похоронен на Хованском кладбище (Западная терр., уч. 8н).

## Награды
- Имеет многие государственные награды СССР и РФ, в частности:
- орден Трудового Красного Знамени,
- орден Красной Звезды.